# 다정중학교
다정중학교(多情中學校)는 대한민국 세종특별자치시 다정동에 있는 공립 중학교이다.

## 학교 연혁
- 2016년 8월 22일 : 다정중학교 설립인가
- 2018년 3월 1일 : 초대 김효종 교장 취임
- 2018년 3월 2일 : 제1회 입학식 (14학급)
- 2019년 1월 10일 : 제1회 졸업식(93명)
- 2021년 9월 1일 : 제3대 송명현 교장 취임
- 2023년 1월 11일 : 제5회 졸업식(220명)
- 2023년 3월 2일 : 제6회 입학식(298명)

## 참고 자료
- 다정중학교 - 한국교육학술정보원 학교알리미